# Борислав (Украјина)
Борислав (укр. Борислав) град је Украјини у Лавовској области. Према процени из 2012. у граду је живело 34.963 становника.

## Становништво
Према процени, у граду је 2012. живело 34.963 становника.
| 1979.  | 1989.  | 2001.  | 2012.  |
| ------ | ------ | ------ | ------ |
| 38.344 | 40.540 | 38.122 | 34.963 |